# Jakub Klingohr
Jakub Klingohr (* 6. ledna 1978) je český televizní reportér. Od roku 2000 působil v privátní televizní stanici Nova, pro kterou připravoval příspěvky do její večerní zpravodajské relace Televizní noviny. Po sedmi letech (2007) tuto společnost opustil a přesunul se do jiné české soukromé televize, a sice na Primu. I v té připravoval reportáže pro hlavní zpravodajskou relaci. Po dalších sedmi letech (2014) Primu opustil a začal připravovat pořady pro internetovou televizi Stream.cz. Pro ni se podílel na pořadech A dost!, autorských cyklech Dělníci smrti a Dělníci duše, připravil též řadu příspěvků k sérii Slavné dny. Vedle toho na Stream.cz se objevil v seriálu Žrouti.
Od jara 2018 je reportérem a dramaturgem nové internetové televize MALL.TV. Zde na svou předchozí práci navázal cykly Dělníci chtíče a Dělníci života. Společně s bývalým záchranářem Vítem Samkem připravuje pořad Na vlastní otvor, je také jedním ze spoluautorů naučného pořadu Životy slavných.